# Светлан Кондев
Светлан Атанасов Кондев е български футболист, офанзивен полузащитник.

## Биография
Роден е на 23 януари 1976 г. Висок е 170 см и тежи 67 кг.
Играл е за отборите на Сливен, Марица, Литекс, Локомотив (Пловдив), Беласица и Пиета Хотспърс (Малта). Шампион на България през 1999 г. с отбора на Литекс. Има 3 мача и 1 гол в КЕШ за Литекс. Играл е 7 мача за младежкия национален отбор. През 2015 година подписва с тима на Кариана (Ерден). През 2020 г. е помощник-треньор на Монтана а впоследствие и старши треньор.

## Статистика по сезони
- Сливен – 1993/94 – Б група, 14 мача/2 гола
- Сливен – 1994/95 – Б група, 21/9
- Сливен – 1995/96 – В група, 24/11
- Сливен – 1996/97 – В група, 28/12
- Марица – 1997/98 – Б група, 26/10
- Марица – 1998/ес. - Б група, 12/4
- Литекс – 1999/пр. - A група, 2/0
- Литекс – 1999/ес. - A група, 11/2
- Беласица – 2000/пр. - A група, 4/1
- Беласица – 2000/01 – Б група, 27/5
- Локомотив (Пд) – 2001/02 – A група, 16/4
- Беласица – 2002/03 – Б група, 25/3
- Беласица – 2003/04 – A група, 23/3
- Беласица – 2004/05 – A група, 23/2
- Беласица – 2005/ес. - A група, 10/1
- Пиета Хотспърс – 2006/пр. - Малтийска Висша Лига, 9/1
- Пиета Хотспърс – 2006/07 – Малтийска Висша Лига, 21/5
- Кариана (Ерден) – 2015 / 2016 – Северозападна В група